# Flight Unlimited (Computerspiel)
Flight Unlimited ist eine zivile Flugsimulation, die von LookingGlass Technologies entwickelt und am 24. Mai 1995 von Softgold für MS-DOS veröffentlicht wurde. Es ist das erste Spiel der Flight Unlimited Computerspielereihe und besitzt mit Flight Unlimited II und Flight Unlimited III (1999) zwei Nachfolger.

## Entwicklung
Während Flugsimulationen zuvor das Gelände als untexturierte Polygone darstellte, setzte LookingGlass auf digitalisierte Luftaufnahmen. Zudem wurden Wolkenformationen und Licht-Schatten-Effekte simuliert. Tontechniker flogen bei Kunstfliegern mit, um die Motorgeräusche aufzunehmen. Der Entwicklungsleiter Seamus Blackley war Physiker und ausgebildeter Pilot und war für das mathematische Modell verantwortlich. Unterstützt wurde eine Vielzahl spezieller Joystick und VR-Helme.

## Spielprinzip
Die Steuerung ist vereinfacht. Für Anfänger bietet das Spiel eine Flugschule mit Sprachausgabe. Es können Kameraperspektiven ausgewählt werden. Neben freiem Flug bietet Flight Unlimited auch einen Kunstflug-Modus an. Der Flug kann aufgezeichnet und später wieder abgespielt werden. Es stehen fünf Gegenden in den USA zur Auswahl, etwa Wälder in Alaska oder die Wüste Arizonas. Zwischen den vier Flugzeugen American Champion Decathlon, Extra 300, Pitts Special, Suchoi Su-31 und dem Grob G 103 Segelflugzeug kann gewählt werden.

## Rezeption
Innerhalb des Genres stelle es für PC Spiel einen Quantensprung dar. Die Hardwareanforderungen seien hoch. Zweifellos sei es für PC Games ein Meilenstein innerhalb der Flugsimulation. Spielerisch fehle jedoch der rote Faden. PC Player bemängelte, dass lediglich Highscore-Tabellen im Kunstflug motivieren. Es sei schöner, schneller und spaßiger als der Microsoft Flight Simulator. LookingGlass habe mit sehr viel Liebe zum Detail gearbeitet. Das Spiel sei auch für Profis fordernd. Während die Grafik anfangs beeindrucke, fehlen für PowerPlay doch Details wie Gebäude oder andere Flugzeuge. Das Spielprinzip bleibe recht trocken.